# Shokichi Iyanaga
Shokichi Iyanaga (彌永 昌吉, Iyanaga Shōkichi, 2 avril 1906 – 1er juin 2006) est un Mathématicien Japonais.

## Jeunesse
Iyanaga est né à Tokyo, au Japon, le 2 avril 1906. Il étudie à l'Université de Tokyo de 1926 à 1929. Il étudie sous la direction de Teiji Takagi. En tant qu'étudiant de premier cycle, il publie deux articles dans le Japanese Journal of Mathematics et les Actes de l'Académie impériale de Tokyo. Ses deux articles paraissent en version imprimée en 1928. Après avoir obtenu son diplôme de premier cycle en 1929, il reste à Tokyo et travaille sous la direction de Takagi pour son doctorat. Il termine son doctorat en mathématiques en 1931.

## Années en Europe
En 1931, Iyanaga obtient une bourse du gouvernement français. Il va également à Hambourg, en Allemagne, où il étudie avec le mathématicien autrichien Emil Artin. En 1932, il assiste au Congrès international des mathématiciens à Zurich. Pendant son séjour en Europe, il rencontre les meilleurs mathématiciens tels que Claude Chevalley, Henri Cartan et d'autres.

## Carrière académique
Iyanaga retourne à Tokyo en 1934 et est nommé professeur adjoint à l'Université de Tokyo. De 1935 à 1939, il ne publie aucun article de recherche. Selon Iyanaga, c'est à cause de la pression de l'enseignement et d'autres affaires auxquelles il n'est pas habitué. Il réussit à résoudre une question d'Artin sur la généralisation du Théorème de l'idéal principal et celle-ci est publiée en 1939.
Iyanaga publie de nombreux articles issus de plusieurs cours tels que la topologie algébrique, l'analyse fonctionnelle et la géométrie, qu'il enseignent. Il devient professeur à l'Université de Tokyo en 1942, pendant la Seconde Guerre mondiale. Vers la fin de la guerre, de nombreuses villes japonaises sont bombardées et il doit se réfugier à la campagne. Il est occupé à éditer les manuels des écoles primaires et secondaires et il continue à donner des cours et à organiser des séminaires.
Après la fin de la guerre, il rejoint le Conseil scientifique du Japon en 1947. Il devient membre du comité exécutif de l'Union mathématique internationale en 1952. Il est responsable de l'organisation du Congrès international des mathématiciens à Amsterdam en 1954, auquel il assiste. Il est président de la Commission internationale sur l'enseignement des mathématiques de 1957 à 1978.
Iyanaga passe l'année 1961-62 à l'Université de Chicago. Il devient doyen de la faculté des sciences de l'Université de Tokyo en 1965, poste qu'il occupe jusqu'à sa retraite en 1967. Après sa retraite, il est professeur invité en 1967-68 à l'Université de Nancy en France. De 1967 à 1977, il est professeur à l'Université Gakushūin de Tokyo.
Iyanaga reçoit plusieurs distinctions et récompenses pour son travail. Il reçoit l'ordre du Soldeil levant du Japon en 1976. Il est élu membre de l'Académie du Japon en 1978. Il reçoit la Légion d'honneur en 1980.

## Ouvrages
- Iyanaga, S., Sur les Classes d'Idéaux dans les Corps Quadratiques, Paris, Hermann, coll. « Actualités Scientifiques et Industrielles, No. 197 », 1935[1]
- Theory of Numbers, North Holland, coll. « North-Holland mathematical library », 1975 (ISBN 978-0720424584)[2]